# Angelo (Wisconsin)
Angelo – miasto w Stanach Zjednoczonych, w stanie Wisconsin, w hrabstwie Monroe.